# 小諸市立藤村記念館
小諸市立藤村記念館（こもろしりつとうそんきねんかん）は、長野県小諸市の懐古園内に、詩人・作家島崎藤村の顕彰を目的に設立された文学館、設計は谷口吉郎。全国文学館協議会加盟。

## 概要
1958年（昭和33年）4月に、藤村ゆかりの小諸義塾と女子学習会の関係者で組織する藤村会により建設開館。翌1959年（昭和34年）6月に小諸市に移管された。
藤村が小諸義塾に赴任し、小諸で過ごした期間、1899年（明治32年）から1905年（明治38年）の間に執筆された作品を中心に紹介している。展示する資料と遺墨および遺品は、藤村会が収集・管理しているものである。
記念館前には内堀功による藤村像、椰子の実の詩碑、館内には川村吾蔵によるブロンズ像がある。

島崎藤村像

## 利用案内
- 開館時間 - 8:30～17:00
- 休館日 - 3月中旬～11月末まで無休、12月～3月中旬まで水曜日、年末年始（12月29日～1月3日）
- 所在地 - 〒384-0032 長野県小諸市丁311（懐古園内）
- 入館料 - 500円（懐古園入園料、他施設入館料含む）

## 交通アクセス
- しなの鉄道、小海線小諸駅 徒歩5分（懐古園）

## 周辺情報
- 小山敬三美術館、小諸市立郷土博物館、徴古館
- 懐古神社、小諸市動物園、小諸義塾記念館
- 鹿嶋神社